# Vukašin Dobrašinović
Vukašin Dobrašinović –en serbio, Вукашин Добрашиновић– (Berane, Yugoslavia, 15 de julio de 1964) es un deportista montenegrino que compitió para Yugoslavia en boxeo.
Ganó una medalla de bronce en el Campeonato Mundial de Boxeo Aficionado de 1989 y una medalla de bronce en el Campeonato Europeo de Boxeo Aficionado de 1991, ambas en el peso superligero.
En diciembre de 1995 disputó su primera pelea como profesional. En su carrera profesional tuvo en total 12 combates, con un registro de 5 victorias y 7 derrotas.

## Palmarés internacional
| Representando a Yugoslavia |                     |                   |           |
| Campeonato Mundial         |                     |                   |           |
| Año                        | Lugar               | Medalla           | Categoría |
| 1989                       | Moscú (URSS)        | Medalla de bronce | 63,5 kg   |
| Campeonato Europeo         |                     |                   |           |
| Año                        | Lugar               | Medalla           | Categoría |
| 1991                       | Gotemburgo (Suecia) | Medalla de bronce | 63,5 kg   |